# Torii Suneemon
Torii Suneemon (鳥居強右衛門?   1540 – 1575) fue un samurái japonés, famoso por su valentía y la hazaña de huir entre las líneas enemigas durante el Asedio de Nagashino.
Suneemon era parte de la guardia del Castillo Nagashino cuando éste fue asediado por las fuerzas de Takeda Katsuyori. Famoso por su valentía y el conocimiento del entorno del castillo, se ofreció voluntario a la peligrosa misión de escabullirse entre las líneas enemigas para pedir el apoyo de Tokugawa Ieyasu. Después de advertir a Tokugawa oportunamente, fue capturado durante el viaje de regreso por las tropas del clan Takeda, por lo que fue crucificado.
Torii Suneemon fue considerado como un ejemplo del valor de un samurái e incluso un sirviente del clan Takeda, Ochiai Michihisa, utilizó una bandera con la imagen de Suneemon crucificado en honor a su valentía.